# Богодаровка (Каменской район)
Богодаровка (укр. Богодарівка, до 2024 года — Перше Травня) — село в Украине, в Каменском районе Днепропетровской области. Входит в состав Верхнеднепровской городской общины.
Код КОАТУУ — 1221087501. Население по переписи 2001 года составляло 522 человека.
Является административным центром Богодаровского сельского совета, в который, кроме того, входят сёла Новогригоровка, Подлужье, Самоткань и Тарасовка.

## Географическое положение
Село Богодаровка находится на берегу реки Самоткань,
выше по течению на расстоянии в 0,5 км расположены сёла Авксёновка и Новогригоровка,
ниже по течению примыкает село Самоткань.
Река в этом месте пересыхает, на ней сделана запруда.

## История
- В первой половине XVII века на территории нынешнего села возник запорожский зимовник.
- По данным 1859 года в селе было 34 двора, в которых проживала 241 особа, имелись 1 православная церковь и завод.
- До 1919 года село называлось Богодаровка.
- 19 сентября 2024 Верховная Рада Украины поддержала переименования села на Богодаровку. 26 сентября 2024 года переименование вступило в силу.[3]

## Объекты социальной сферы
- Школа II ст.
- Детский сад.
- Клуб.
- Фельдшерско-акушерский пункт.

## Достопримечательности
- Братская могила советских воинов.